# Cyclisme aux Jeux olympiques d'été de 1960
Navigation
Melbourne 1956 Tokyo 1964
Aux Jeux olympiques d'été de 1960, il existe deux disciplines de cyclisme : le cyclisme sur piste, le cyclisme sur route.

## Podiums

### Hommes
| Podiums                             |                                                                      |                                                                                         |                                                                                    |
| Route                               |                                                                      |                                                                                         |                                                                                    |
| Course en ligne                     | Viktor Kapitonov                                                     | Livio Trapè                                                                             | Willy Vanden Berghen                                                               |
| 100 km contre-la-montre par équipes | Italie Livio Trapè Antonio Bailetti Ottavio Cogliati Giacomo Fornoni | Équipe unifiée d'Allemagne Gustav-Adolf Schur Egon Adler Erich Hagen Günter Lörke       | Union soviétique Aleksey Petrov Viktor Kapitonov Evgeni Klevtzov Youri Melikhov    |
| Piste                               |                                                                      |                                                                                         |                                                                                    |
| Kilomètre                           | Sante Gaiardoni                                                      | Dieter Gieseler                                                                         | Rostislav Vargashkine                                                              |
| Vitesse individuelle                | Sante Gaiardoni                                                      | Leo Sterckx                                                                             | Valentino Gasparella                                                               |
| Tandem                              | Italie Giuseppe Beghetto Sergio Bianchetto                           | Équipe unifiée d'Allemagne Jürgen Simon Lothar Stäber                                   | Union soviétique Vladimir Leonov Boris Vasilyev                                    |
| Poursuite par équipes               | Italie Marino Vigna Luigi Arienti Franco Testa Mario Vallotto        | Équipe unifiée d'Allemagne Siegfried Köhler Bernd Barleben Peter Gröning Manfred Klieme | Union soviétique Viktor Romanov Arnold Belgardt Leonid Kolumbet Stanislav Moskvine |

## Tableau des médailles
| Rang | Nation                     | Or | Argent | Bronze | Total |
| ---- | -------------------------- | -- | ------ | ------ | ----- |
| 1    | Italie                     | 5  | 1      | 1      | 7     |
| 2    | Union soviétique           | 1  | 0      | 4      | 5     |
| 3    | Équipe unifiée d'Allemagne | 0  | 4      | 0      | 4     |
| 4    | Belgique                   | 0  | 1      | 1      | 2     |